# La Belle Rivière (rivière du Chêne)
Pour les articles homonymes, voir Belle Rivière.
La Belle Rivière est un affluent de la rivière du Chêne, coulant sur la rive nord du fleuve Saint-Laurent, dans le secteur de Sainte-Scholastique de la ville de Mirabel, dans la région administrative des Laurentides, au sud-est du Québec, au Canada.
À partir de la zone de l'aéroport de Mirabel, La Belle Rivière est longé par la rue de Belle-Rivière (côté est) et la rue Saint-Vincent (côté ouest).

## Géographie
La partie supérieure de La Belle Rivière draine vers le sud-ouest une zone agricole du côté nord des pistes de l'aéroport de Mirabel, dans le secteur de Sainte-Scholastique. Le cours de cette rivière passe sous les pistes de l'aéroport, puis traverse le village de Sainte-Scholastique.
La Belle Rivière prend sa source du côté nord-est de l'usine d'épuration des eaux, dans le secteur de Sainte-Scholastique. Cette source est située à :
- 4,4 km au nord-est du centre du village de Sainte-Scholastique de Mirabel ;
- 3,0 km au sud-est du centre du village de Saint-Canut de Mirabel ;
- 2,2 km à l'ouest du terminal central de l'aéroport de Mirabel ;
- 8,1 km au nord-est de la confluence de La Belle Rivière, avec la rivière du Chêne.

Parcours de la rivière
À partir sa source, La Belle Rivière coule sur 10,2 km, selon les segments suivants :
- 0,8 km vers le sud, jusqu'à l'autoroute 50 ;
- 2,1 km vers le sud-ouest, jusqu'à une piste de l'aéroport de Mirabel ;
- 0,3 km vers le sud, jusqu'au ruisseau Meunier (venant du sud-est) ;
- 1,8 km vers le sud-est, jusqu'à la limite sud de l'aéroport de Mirabel ;
- 4,5 km vers le sud en traversant le village de Sainte-Scholastique de Mirabel en longeant du côté ouest la rue de Belle-Rivière, jusqu'à la route 148 ;
- 0,7 km vers le sud en longeant le chemin du rang Saint-Vincent, jusqu'à la confluence de la rivière[1].

La confluence de La Belle Rivière se déverse sur la rive nord de la rivière du Chêne dans Mirabel. Cette confluence est située du côté sud de la route 148.

## Toponymie
Le toponyme La Belle Rivière a été officialisé le 5 décembre 1968 à la Banque des noms de lieux de la Commission de toponymie du Québec.